# Christiane Barrier
Pour les articles homonymes, voir Barrier.
Christiane Barrier, née le 20 décembre 1948, à Orly, est une photographe française.

## Biographie
Après des études secondaires à Paris, Christiane Barrier suit une formation d'architecte.
Christiane Barrier commence sa carrière dans la photographie en 1969, année où elle participe au stage expérimental de Jean-Pierre Sudre et de sa femme Claudine. Libre de toute influence de photographes, elle trouve davantage son inspiration dans la peinture et la littérature.
Dans les années 1970-80, elle est membre du comité directeur des 30 x 40, responsable des expositions. Elle écrit des biographies et des articles sur l'histoire de la photo pour Photo-Revue.
En 1984, à la demande d'Agathe Gaillard, elle rédige la charte de l'APO (Association pour le Tirage Original).
Elle réalise de nombreuses scénographies d’expositions (photographies et peintures) et des séries photographiques sur commande pour Le Jardin des Modes, le journal FauxQ, La Reine Margot (Galerie).
En collaboration avec son époux Michel Kempf, à la demande de la municipalité de Brie-Comte-Robert, elle réalise la série Portrait de ville.
Chritiane Barrier a également un rôle actif dans le domaine de l'enseignement et de la pédagogie. Elle a été responsable de stage en 1982 dans le cadre du Festival du Trégor, à Lannion. Elle a animé des stages à Guéret (1993) et Lens (1994) et est chargée de cours et direction artistique à ICART-Photo depuis 1984.

## Prix et récompenses
- 1984, Lauréate d'une bourse d'aide à la création accordée par la Fondation Nationale de la Photographie.

## Expositions personnelles
- 1972, 50 photographies, centre culturel de Châtillon et Bagneux
- 1975,
  - Galerie des 30 x 40, CISP, Paris.
  - Agora d'Évry-ville nouvelle.
- 1976, ESSEC, Cergy-Pontoise.
- 1979, Galerie Les Moutins, Ménerbes
- 1980, Galerie Burkhard Jüttner, Bonn
- 1982, Galerie Suzanne Küpfer, Bienne, Suisse
- 1983, Galerie de Photographie de la Bibliothèque nationale de France
- 1987-1988, Musée Nicéphore-Niépce, Chalon-sur-Saône
- 1988, Fondation Dosne-Thiers, mois de la Photo, à Paris.
- 1992, Du portrait, Centre Culturel de Guéret (Photo folies 1).
- 1993, Album de Guéret (Photo folies 2).
- 1998, Première Triennale Internationale de Séoul

## Expositions collectives (sélection)
Depuis 1971, les œuvres de Christiane Barrier ont été présentées dans de nombreuses expositions collectives, la dernière plus importante ayant eu lieu en 2003 à Barcelone.
- 1971, Quatre jeunes photographes français, Bibliothèque nationale de France
- 1979, La Famille des portraits, musée des Arts décoratifs, Paris
- 1980-1981, Brie-Comte-Robert, les images pour cette ville.
- 1983, Attention ! Ne bougeons plus !, dans le cadre de l'exposition Les Mythes de nos nippes, musée d'art moderne de la ville de Paris
- 1985,
  - Photographies très aimées, Galerie Agathe Gaillard, à Paris.
  - Sidérations : l'atelier photographique français, exposition itinérante
  - Photographes européennes, Buenos Aires
- 2003, Femmes, femmes, Barcelone

## Collections publiques et privées
- Douchy-les-Mines, Centre régional de la photographie du Pas-de-Calais

## Radio, télévision, cinéma
- 1978, Le Portrait photographique : questions de Sylvie Andreu, France Culture
- 1982, Les Chemins de la connaissance, France Culture.
- 1986, Culture Clap, France 3
- 2007, L’Enfant modèle, film de sa fille Juliette Kempf, © La Fémis (les photographies dans le film sont d'elles)

## Publications
- 1979, Catalogue de l’exposition La Famille des portraits, musée des Arts décoratifs
- 1983, Portfolio dans la revue espagnole Photo Vision no 6.
- 1985,
  - Catalogue de l'exposition Sidérations
  - Encyclopédie internationale des photographes de 1839 à nos jours, ouvrage collectif, Michèle & Michel Auer, Genève, Camera Obscura.
- 1987
  - Christiane Barrier : 20 novembre 1987-10 janvier 1988, Ville de Chalon-sur-Saône, Musée Nicéphore Niépce, Chalon-sur-Saône, Musée Nicéphore Niépce, 1987, 16 p. (ISBN 2-903292-69-8, BNF 34928131)
- 1988, 
  - Catalogue du Mois de la Photo (Paris-Audiovisuel).
  - Catalogue personnel D'autre Part, Paris Audio Visuel.
- 1992, 
  - Les Conserves de Nicéphore, texte de Paul Jay (en)
  - La Revue des deux mondes
- 1998, Catalogue de la première Triennale de Séoul
- 2002, Femme, femmes, éditions Actes Sud.
- 2003, En chemin, j’ai rencontré…, texte de Stéphanie Taro, éditions S&L